# تپه‌های کشه محله
تپه‌های کشه محله مربوط به سده‌های میانه دوران‌های تاریخی پس از اسلام است و در شهرستان استهبان، بخش مرکزی، ۱/۲ کیلومتری شرق شهر ا یج واقع شده و این اثر در تاریخ ۱۸ شهریور ۱۳۸۷ با شمارهٔ ثبت ۲۳۴۴۲ به‌عنوان یکی از آثار ملی ایران به ثبت رسیده است.